# Centuripe
Centuripe ist eine Stadt im Freien Gemeindekonsortium Enna in der Region Sizilien in Italien mit 5011 Einwohnern (Stand 31. Dezember 2023).

## Lage und Daten
Centuripe liegt 80 km nordöstlich von Enna. 
Das Ortszentrum liegt auf dem Schnittpunkt von fünf Hügelketten, auf denen sich der Ort ausgebreitet hat, sodass er von oben an einen Seestern erinnert.
Mit dem Bahnhof Catenanuova-Centuripe hat der Ort Anschluss an die Bahnstrecke Catania–Enna und weiter nach Palermo. Die Fahrzeit nach Enna beträgt ca. 40 Minuten.
Die Nachbargemeinden sind Adrano (CT), Biancavilla (CT), Bronte (CT), Castel di Iudica (CT), Catenanuova, Paternò (CT), Randazzo (CT) und Regalbuto.

## Wirtschaft
Die Einwohner arbeiten hauptsächlich in der Landwirtschaft und der Produktion von Mineralwasser.

## Geschichte
In der Antike stand hier der sikulische Ort Kentoripa (altgriechisch Κεντόριπα, lateinisch Centuripae). Im 5. Jahrhundert v. Chr. eroberten die Griechen den Ort. Im 3. Jahrhundert v. Chr. entwickelte sich hier die Centuripe-Gattung, eine eigene Art der Sizilischen Vasenmalerei. 
Kaiser Friedrich II. zerstörte nach einem Aufstand 1233 die Stadt. 1548 wurde sie unter dem Namen Centorbi neu gegründet und führt seit 1863 den Namen Centuripe.

## Sehenswürdigkeiten
- Pfarrkirche aus dem 17. Jahrhundert
- Teile der mittelalterlichen Stadtmauer
- Archäologisches Museum mit Funden aus der Gegend, unter anderem einer schwarzfigurigen attischen Vase mit Herakles als Motiv, einer Statue von Kaiser Antoninus Pius und Terracottaskulpturen aus der Region
- Ruine des Castello di Corradino aus römischer Zeit
- Römisches Haus aus dem 2. Jahrhundert mit Mosaiken
- Ruinen römischer Thermen
- Nekropole in der Nähe der Ruinen der Thermen
- Burg Carcaci (der Familie Paternò)

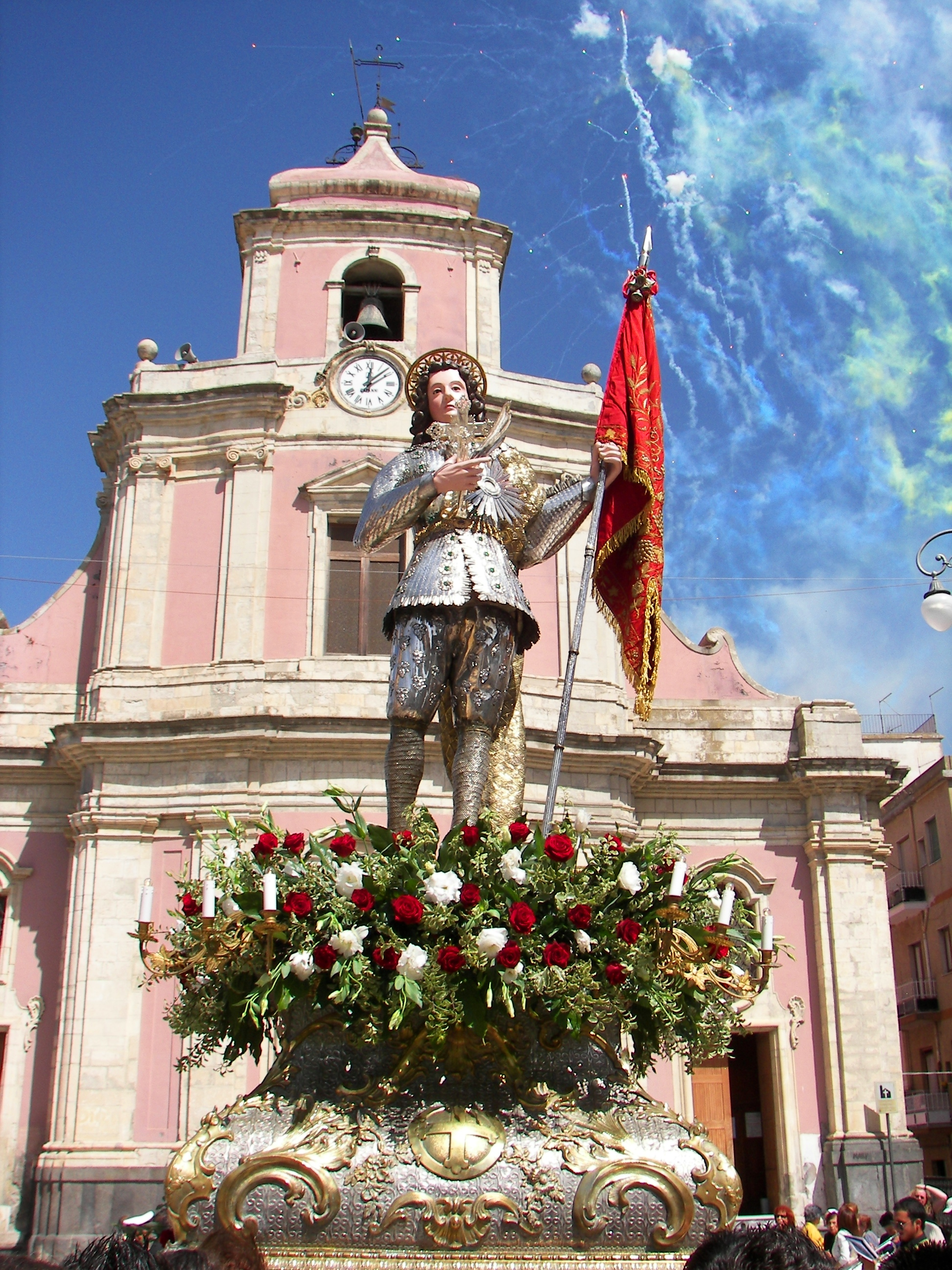
San Prospero vor der Chiesa Madre
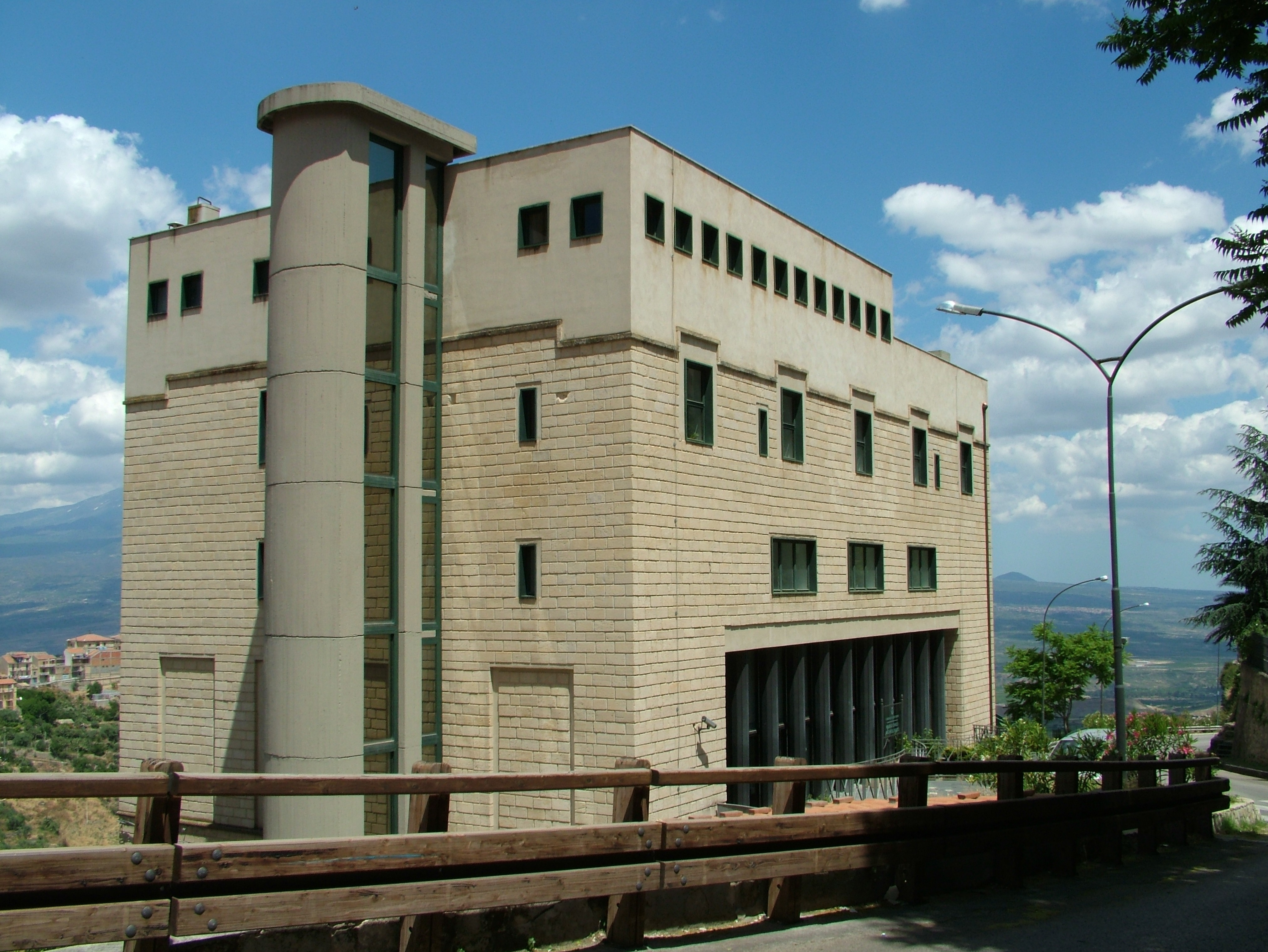
Archäologisches Museum
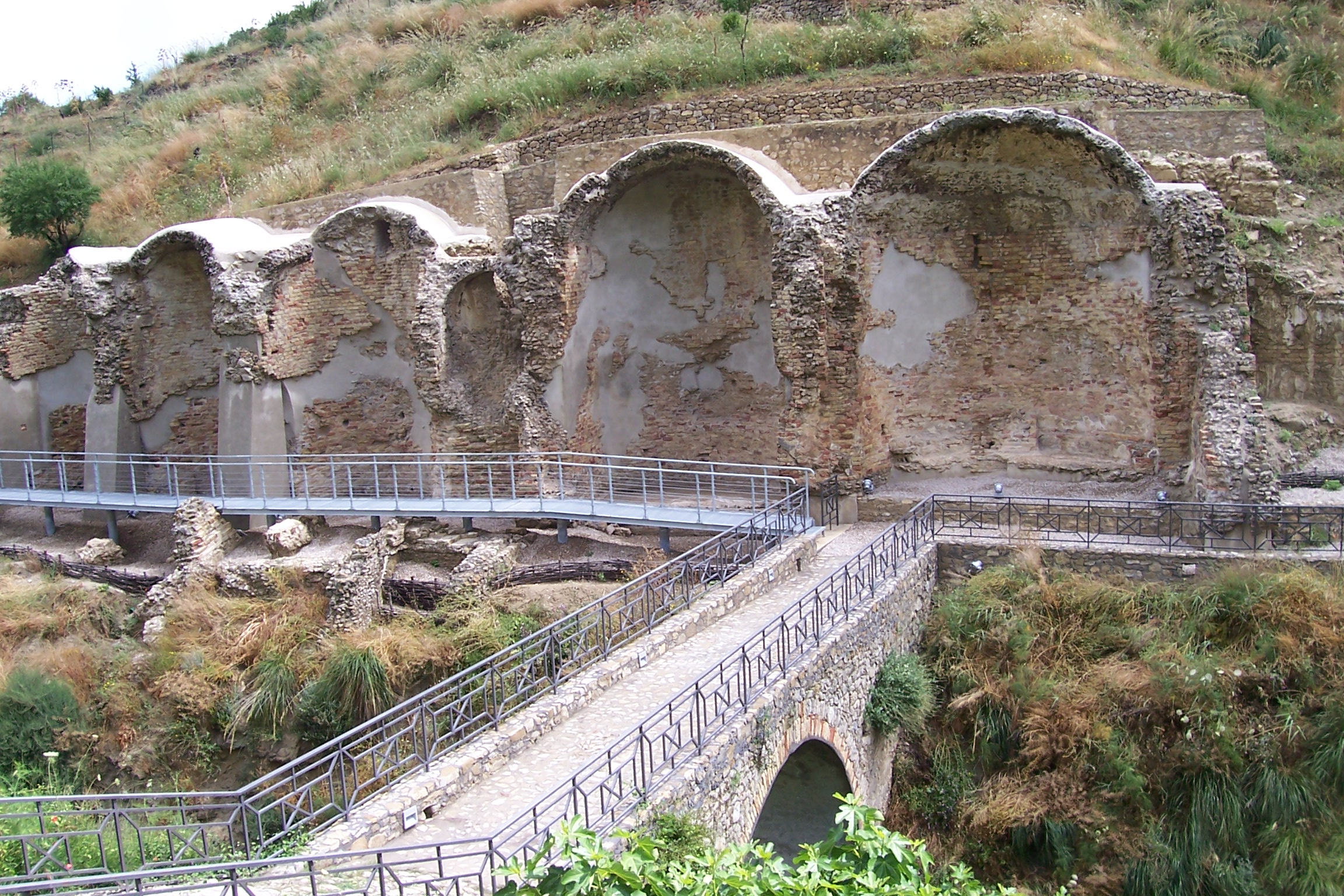
Römische Thermen
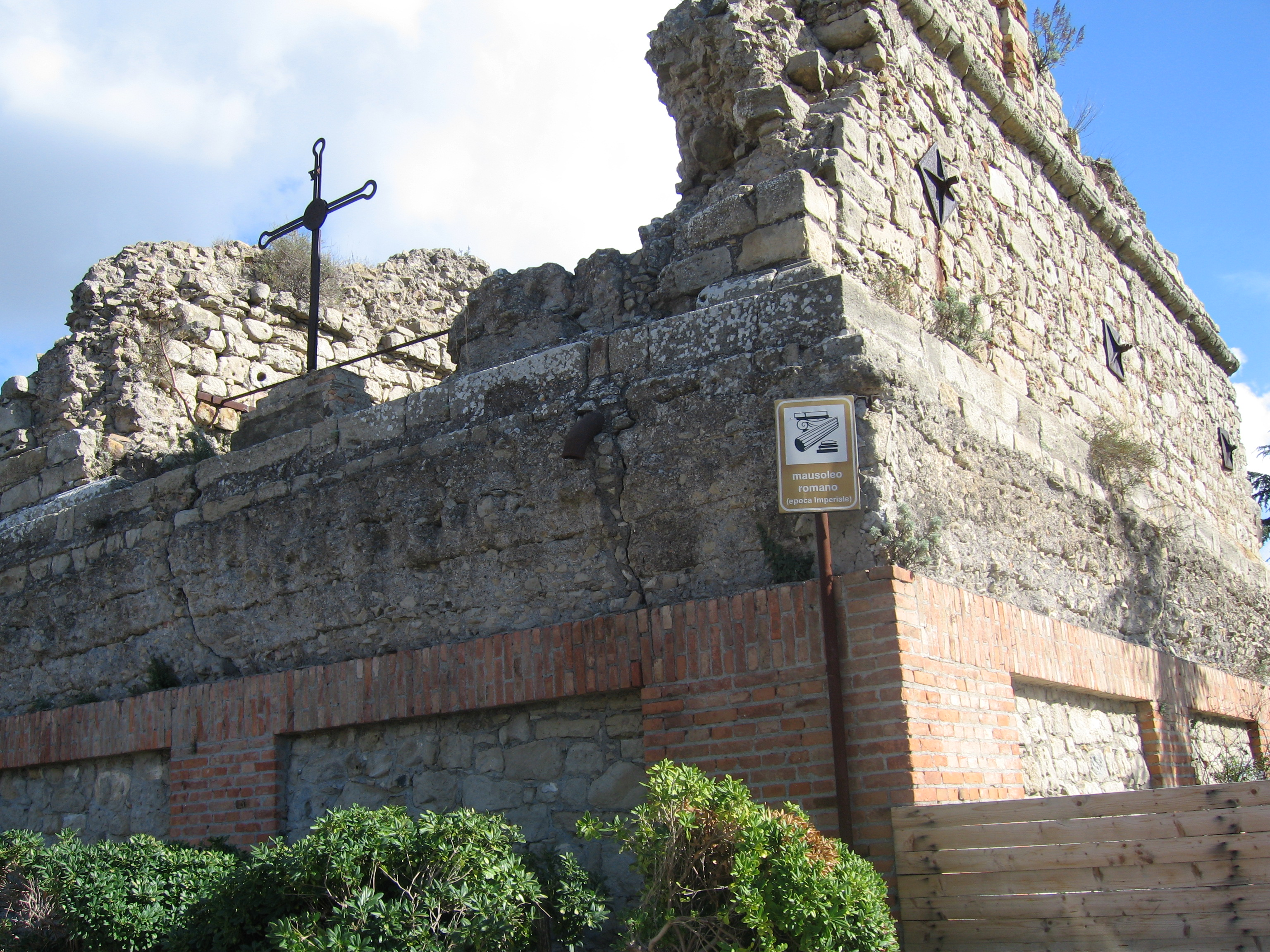
Römisches Mausoleum
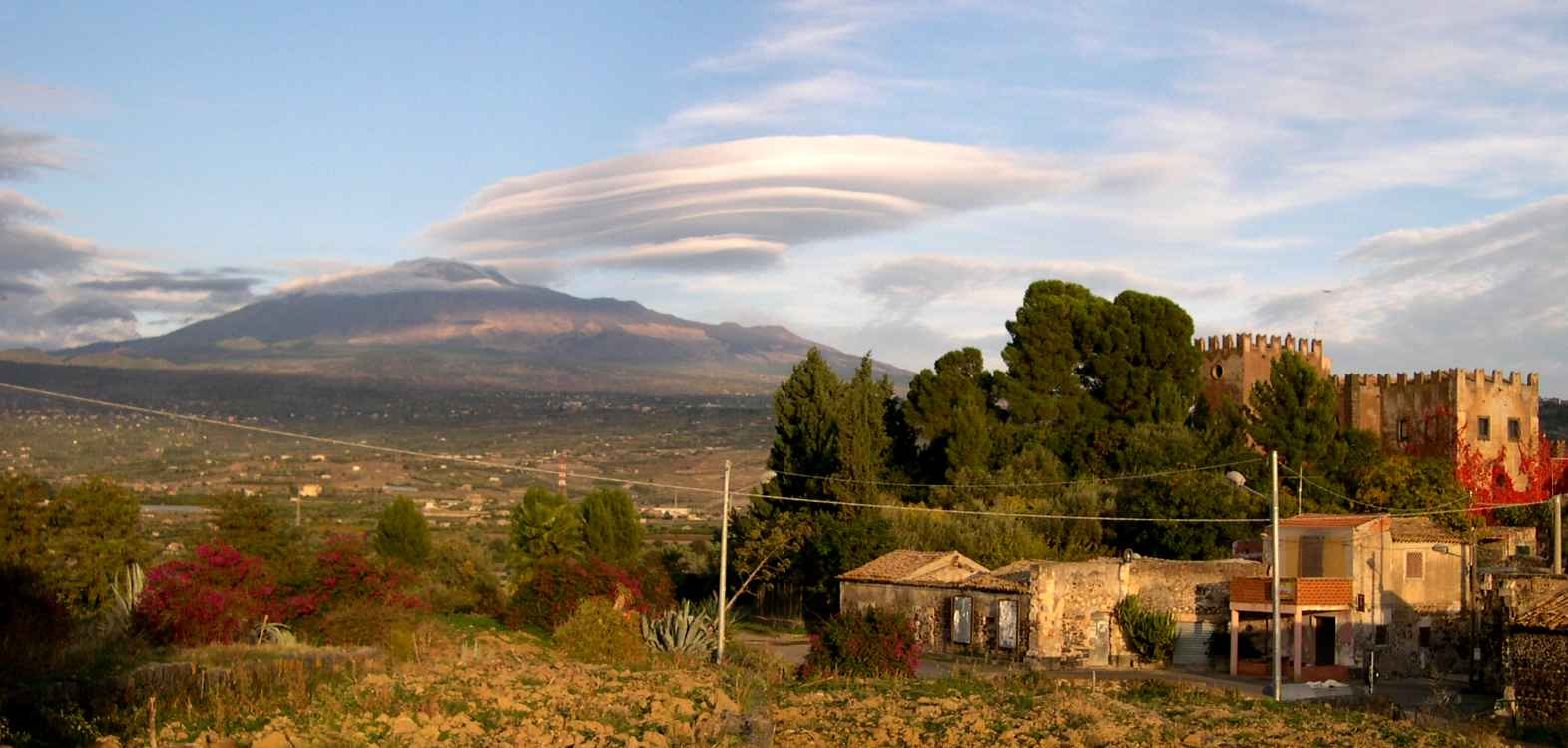
Blick von der Burg Carcaci zum Ätna

## Persönlichkeiten
- Apuleius Celsus (1. Hälfte des 1. Jh. n. Chr.), römischer Arzt aus dem antiken Centuripae.